# Вега, Мария
Мари́я Ве́га (настоящее имя Мари́я Никола́евна Волы́нцева, по мужу Ланг; 15 июня 1898 или 3 [15] июня 1898, Санкт-Петербург — 27 января 1980, Ленинград) — русская поэтесса, переводчица первой волны эмиграции.

## Биография
Родилась в интеллигентной семье в Санкт-Петербурге. Отец — изобретатель новых типов вооружения, отставной подпоручик Николай Николаевич Волынцев. Мать — певица, рано оставившая семью. Бабушка — рано ушедшая из жизни актриса, звезда Александринского театра Александра Карловна Брошель. Её крёстной матерью стала великая русская драматическая актриса М. Г. Савина, выступавшая на сцене Александринского театра.
Окончила Павловский женский институт в Петербурге. После революции уехала в эмиграцию. С начала 1920-х годов жила в Париже. Сочиняла стихи и писала для эмигрантской прессы, опубликовала несколько переложений из Райнера Марии Рильке. В 1924 году участвовала в конкурсе искусств на летних Олимпийских играх в Париже под именем княгини Марии Нижарадзе (англ. Princess Marie Nigeradze).
Во Франции вышли сборники стихотворений: «Полынь» (1933), «Мажор в миноре» (1938), «Лилит» (1955).

К началу 1960-х годов Вега, получив швейцарскую прописку в Берне, отдалилась от эмигрантских кругов, стала печататься в журналах, издаваемых в СССР Комитетом по связям с соотечественниками за рубежом. От поэтессы потребовали стихов о Ленине и за них в том же году издали её книжку «Одолень-трава».

В 1975 году вернулась в Ленинград. Скончалась в 1980 году в Доме ветеранов сцены, основанном М. Г. Савиной.
Уже после её смерти поэтесса Светлана Соложенкина подготовила к печати собрание стихотворений Веги, куда также вошли и переводы, сделанные её мужем Михаилом Лангом.

## «Институтка»
Веге приписывается авторство известной эмигрантской песни «Институтка» («Ведь я институтка, я дочь камергера…»). Об этом упоминается в мемуарах певицы Людмилы Ильиничны Лопато «Волшебное зеркало воспоминаний», записанных коллекционером и историком моды Александром Васильевым:

«В Париже я довольно часто устраивала благотворительные спектакли… Вечер назывался „В гостях у Людмилы Лопато“. Первое отделение мы решили сделать не просто концертным: действие было объединено единым сюжетом. Сценарий написала для нас Мария Вега — автор нескольких книг стихов и многочисленных комических песенок и жестоких романсов из репертуара кабаре тех лет, — женщина огромного роста, полная и походившая лицом на мужчину. Самый её знаменитый надрывный романс „Не смотрите вы так сквозь прищуренный глаз, джентльмены, бароны и леди…“ на слуху до сих пор и в эмиграции, и в России».
Кто положил стихотворение на музыку — неизвестно. Среди исполнителей: Аркадий Северный, Михаил Гулько, Татьяна Тишинская, Валя Сергеева, Алёна Апина, Лайма Вайкуле, Лариса Крылова и ещё огромное количество современных певцов и певиц. Как всякая популярная песня, она дополнилась разными вариациями — новыми куплетами, выпавшими и изменёнными словами. В результате известно несколько вариантов песни. Одно из переложений используется в сериале Государственная граница.
Есть и иное мнение об авторстве текста песни.
В 2019 году певец, композитор и поэт Виктор Дзансолов положил на музыку стихи Марии Веги «Две радуги» и «Помолитесь обо мне святым».